# Западное Самоа (подопечная территория)
Западное Самоа (англ. Western Samoa), официальное название — Территория Западного Самоа (Territory of Western Samoa), в 1920—1946 годах — Мандат Западное Самоа (Western Samoa Mandate), в 1946—1962 годах — Подопечная территория Западное Самоа (Western Samoa Trust Territory), — название Западного Самоа во время действия гражданской администрации Новой Зеландии между 1920 годом и независимостью Самоа в 1962 году.
В 1914 году германское Самоа было оккупировано войсками Новой Зеландии (доминион Британской Империи) вскоре после начала Первой мировой войны. В 1920 году Лига Наций передала территорию Новой Зеландии как мандатную. В 1946 году территория была преобразована в подопечную ООН и просуществовала до 1962 года, когда Самоа объявило свою независимость.

## История

### Оккупация Германского Самоа

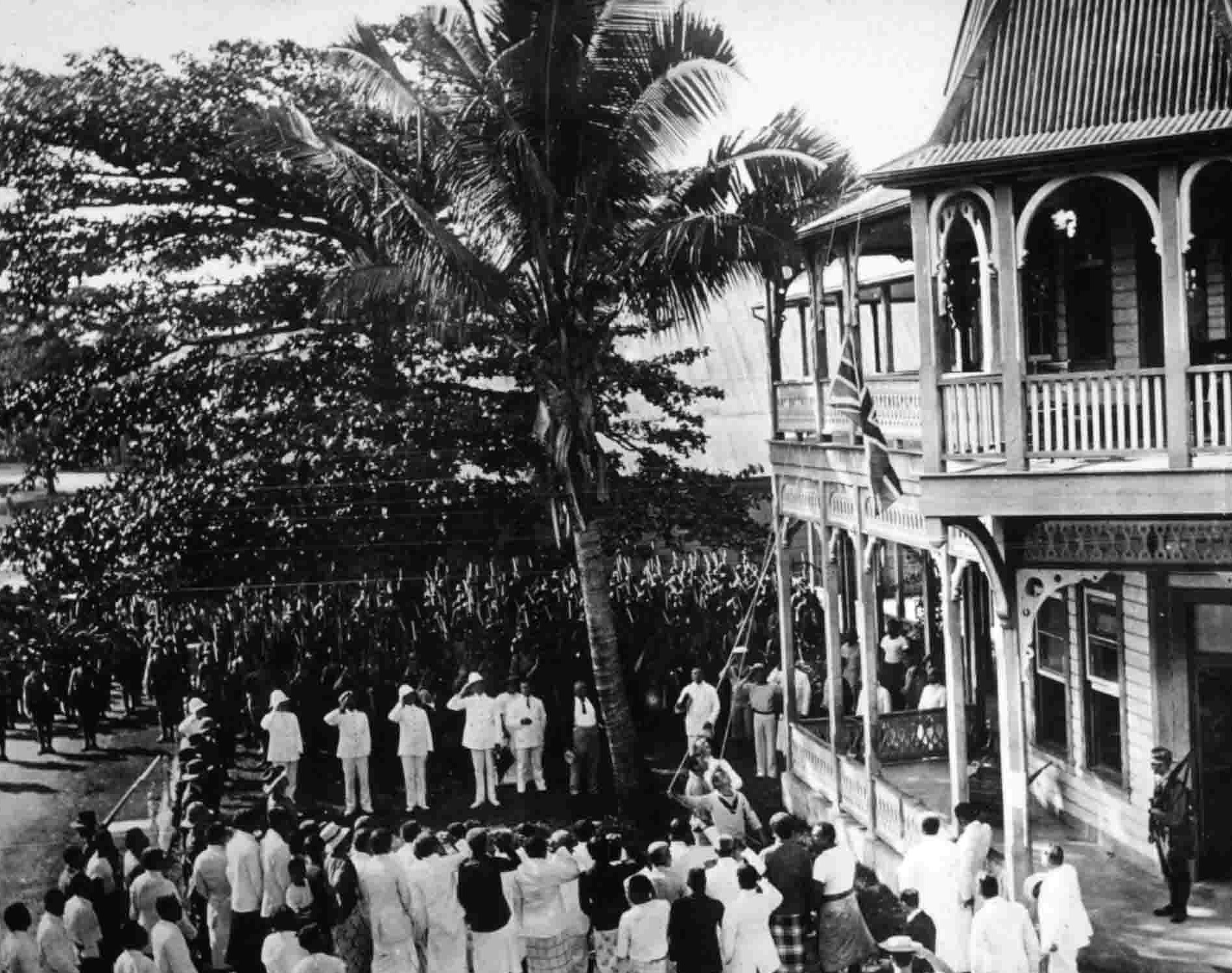
Поднятие британского флага в Апиа, 30 августа 1914 года

В начале Первой мировой войны Самоа было германской колонией. 7 августа 1914 года британское правительство сообщило Новой Зеландии (которая в то время была доминионом Британской Империи) о необходимости безотлагательного захвата радиостанции близ Апиа, столицы колонии, которая использовалась германской восточноазиатской эскадрой. За этим последовало первое действие Новой Зеландии в войне — отплытие экспедиционного корпуса 15 августа, который высадился в Апиа две недели спустя. Хотя Германия отказалась официально сдать колонии, никакого сопротивления оказано не было, и оккупация прошла без каких-либо боевых действий. Несмотря на заявления о том, что Германское Самоа было первой вражеской территорией, захваченной имперскими войсками, на самом деле первый захват германской колонии произошёл четырьмя днями ранее, когда Тоголенд был захвачен в рамках Западно-Африканской кампании.
Полковник Роберт Логан, командовавший экспедиционными силами, был военным администратором колонии до конца войны. К 1918 году население Самоа составляло около 38 000 самоанцев и 1500 европейцев. Примерно пятая часть населения умерла во время эпидемии гриппа 1918—1919 годов. В 1919 году Королевская комиссия по расследованию эпидемии пришла к выводу, что эпидемия в Западном Самоа началась после прибытия SS Talune из Окленда 7 ноября 1918 года. Его швартовка была разрешена компанией Logan без карантинных мер предосторожности. В течение семи дней после прибытия началась эпидемия, распространившаяся по всему Самоа.

### Мандатная территория
17 декабря 1920 года Лига Наций официально передала Новой Зеландии мандат класса С на Самоа. Мандат был поддержан Конституционным указом Самоа 1920 года, который заменил военную оккупацию гражданской администрацией 1 мая 1920 года. 1 апреля 1922 года вступил в силу Акт о Самоа 1921.
В соответствии с Актом о Самоа генерал-губернатор Новой Зеландии назначил губернатора, находящегося в Апиа, для осуществления исполнительной власти и подчинения министру иностранных дел Новой Зеландии в Веллингтоне; законодательная власть принадлежала губернатору и местному законодательному совету, хотя окончательная власть принадлежала Веллингтону. Губернаторы серьёзно подавляли свободу СМИ, свободу ассоциаций и свободу слова на Западном Самоа.
После 1945 года классификация мандата была изменена на подопечную территорию ООН.

### Движение Мау и независимость
Мау было популярным ненасильственным национально-освободительным движением, зародившимся в начале 1900-х годов в Савайи и изначально было направлено против германских колониальных властей.1920-е годы ознаменовались возрождением движения, но уже как противника к администрации Новой Зеландии.
28 декабря 1929 года новоизбранный лидер движения Тупуа Тамасесе Леалофи III присутствовал на мирной демонстрации в центре Апиа. Новозеландская полиция попыталась арестовать его. Когда он оказал сопротивление, между полицией и сторонниками Мау произошла потасовка. Полицейские начали беспорядочно стрелять в толпу. Тамасесе пытался успокоить демонстрантов, но был застрелен. В тот день погибло ещё десять человек, и около пятидесяти получили ранения от пуль и полицейских дубинок. День получил на Самоа название «Чёрная суббота» и привёл в движение новых сторонников. После усилий оппозиции новозеландской администрации, Западное Самоа всё же стала независимым в 1962 году. Западное Самоа было первым тихоокеанским островным государством, получившим независимость.
В 2002 году премьер-министр Новой Зеландии Хелен Кларк во время поездки на Самоа официально извинилась за роль Новой Зеландии в репрессиях, отказе в карантинных мерах после прибытия SS Talune и событиях «Чёрной субботы».

### Комментарии
1. ↑  «God Save the Queen» была официальным гимном, но обычно использовалась только на королевских торжествах[1].